# دوکوهک (ارسنجان)

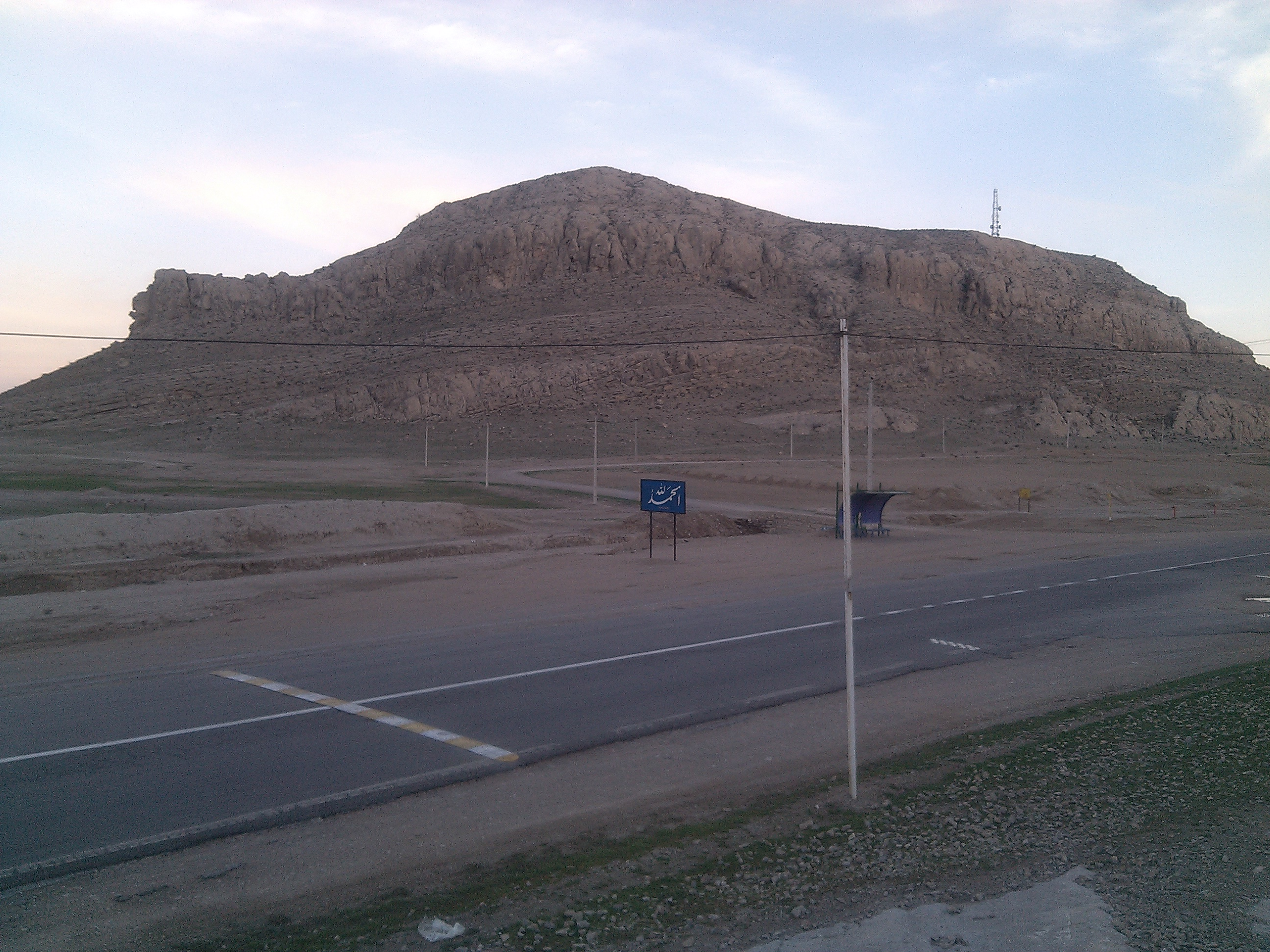
نمایی از کوه پایین دست روستای دوکوهک معروف به کوه پایین

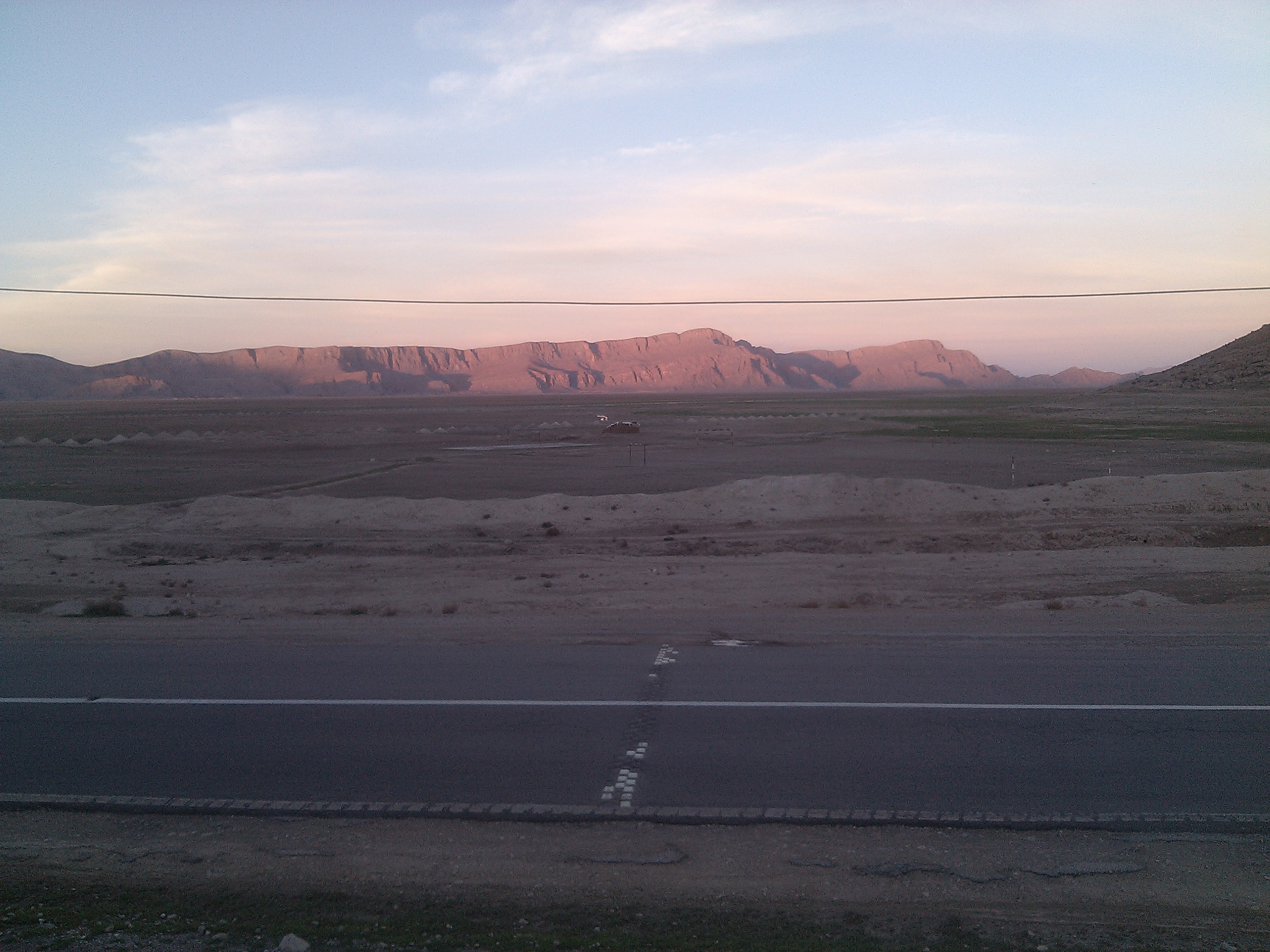

دوکوهک (ارسنجان)، روستایی از توابع بخش مرکزی شهرستان ارسنجان در استان فارس ایران است.

## وجه تسمیه
در مورد علت نامگذاری آن گفته اند چون دو کوه که یکی در سمت غرب و دیگری در سمت شرق روستا قرار دارد و این دو کوه نسبت به کوههای اطراف کوچکتر هستند به این روستا دوکوهک گفته اند.

## موقعیت جغرافیایی
روستای دوکوهک یکی از روستاهای دهستان شوراب از بخش مرکزی شهرستان ارسنجان است با طول جغرافیایی ۵۳° ۱۵’ ۵۰” و عرض جغرافیایی ۲۹° ۴۰’ ۵۰” از شرق به دریاچه طشک، از غرب به بخش کربال (شهرستان خرامه) و از شمال و غرب با روستاهای دهستان شوراب ختم می‌شود. از نظر موقعیت جغرافیای، این روستا در آخرین نقطه مرزی شهرستان ارسنجان و شهرستان خرامه قرار دارد. راه‌های ارتباطی این روستا از شمال به روستای مقبل آباد (ارسنجان) و از جنوب به شهر (سلطان شهر) منتهی می‌شود، البته این روستا از طریق جاده خاکی با روستاهای نجف آباد، حسین‌آباد قیطاس، حسین‌آباد کتک، نظام آباد و دولاب ارتباط دارد. فاصله این روستا تا مرکز دهستان ۸ کیلومتر و تا مرکز شهرستان ۳۰ کیلومتر است. مساحت کل این روستا حدود ۲۴ کیلومتر مربع است که بیشتر آن را مراتع دام و زمین‌های بایر و شوره زار تشکیل داده است. همچنین ارتفاع از سطح دریا در این روستا 1600 متر است.

## جمعیت
این روستا در سرشماری سال ۱۳۹۰دارای ۹۷ خانوار و ۳۱۴ نفر جمعیت بوده است که از این تعداد ۱۵۳ مرد و ۱۶۱ زن هستند.

## تاریخ
با توجه به وجود چندین اشکفت و غار در کوههای روستا سابقۀ زندگی بشر در اینجا به دوران پیش از تاریخ و چندین هزار سال قبل بر میگردد از دوران ساسانی آثاری چون خرف خانه یا قبور لاشه سنگی در کوه های دوکوهک وجود دارد همچنین تل گربه ای و تل جمال آباد شواهد زندگی انسان پیش از تاریخ در این منطقه هستند. تل حمّامی و تل خندقی و چند تل دیگر شواهد دوره اسلامی در این منطقه هستند. قبرستان بزرگی در قسمتی از مکان فعلی روستا قرار داشته که متأسفانه امروز از بین رفته و به نقل از مطلعین دارای سنگ قبرهای بسیار زیبا و خوش خط و پر نقش و نگار و شکیل بوده است.
با توجه به برخی شواهد و نقل قول مطلعین و کهنسالان احتمال دارد که اقوامی که در اینجا زندگی می کردند از قوم نانکلی بودند. در دورۀ قاجاریه طایفه عمادی ایل عرب خمسه در دوکوهک زندگی می کرده و گویا دوکوهک به عنوان ییلاق آنها مورد استفاده قرار میگرفته است که کهنسالان با خواندن سنگ قبرهای آنان در قبرستان بزرگ روستای دوکوهک به این امر پی برده اند. از اواخر دوره قاجاریه اقوامی از ایلات و طوایف لشنی و کتکی در دوکوهک و قلعه جمال آباد ساکن شدند. تاریخ قلعه و مزرعه جمال آباد دوکوهک از قدیم الایام به هم پیوند خورده است. اقوامی که در گذشته زندگی میکردند به هنگام زمستان و بهار برای قشلاق محافظت از خود در مقابل سرما و باران و تهیه علوفه مناسب برای دامهایشان به دوکوهک می آمدند و تابستان به قلعه بر می گشتند. اولین مالک شناخته شده قلعه و مزرعه جمال آباد دوکوهک میرزا علی اکبر خان معز الملک حاکم ارسنجان در اواخر دورۀ قاجاریه بوده است میرزا علی اکبرخان، ملک جمال آباد را به آقایان رئیس علیخان زارعی (کلانتر طایفه کتکی) مشهدی عباسقلی زارعی (از متمولین طایفه کتکی) و ملا آقا میرزا رحیمی (کلانتر طایفه لشنی کوهکی ) می فروشد و آنان دهقانان خود را در آنجا مستقر می کنند. قلعه دارای چهار برج بوده و دو در ورود و خروج داشته که در اصلی آن به سمت غروب آفتاب باز می شده است. باغ بزرگ و زیبایی که پر از انواع درختان میوه بوده نیز در کنار قلعه قرار داشته که امروز بجز خرابی قلعه اثری از باغ نمی بینیم. قلعه جمال آباد تا حدود سال ۱۳۶۰ خورشیدی دارای آبادی و سکنه بوده و به مرور زمان و با وقوع سیل ۱۳۶۵ شمسی اکثر اهالی آن روستا به روستای دوکوهک و تعدادی نیز به روستای مقبل آباد و روستاهای همجوار مهاجرت کرده و در آنجا ساکن شدند.

## مکان‌های دیدنی و خاص روستا
روستای دوکوهک در بین دو کوه واقع شده و خانه‌های مسکونی در دامنه کوه غربی قرار دارند. از مکان‌های دیدنی روستا می‌توان به اشکفت بزرگ که در کوه غربی واقع است و نمایی بسیار جالب دارد. این غار دهانه ای بطول ۱۵ متر و ارتفاع ۵ متر دارد و در قدیم به عنوان محل نگهداری دام‌ها و گوسفندان در فصول سرد سال استفاده می‌شده است. چشمه خشکیده یا به اصطلاح مردم روستا (چشموو)، انجیر باغی و قلعه جمال آباد از دیگر مکان‌های دیدنی روستا می‌باشد.
این روستا همه ساله و در ایام عید بخصوص روز ۱۳ فروردین پذیرای تعداد زیادی از میهمانان نوزوزی که برای روز طبیعت به این مکان آمده‌اند است.
این روستا دارای یک مسجد بنام بیت العباس و یک مدرسه بنام ۱۵ خرداد (که چندسال تعطیل بوده است) و زمین ورزشی، خانه عالم و پایگاه بسیج (بنام حبیب ابن مظاهر) است و همچنین دو مغازه خواروبار فروشی و یک رستوران است.
شغل بیشتر مردم این روستا کشاورزی بوده ولی با توجه به خشکسالی‌های پی در پی اکثر مردم روستا به دامداری و دامپروری (پرورش گوسفند و بز و گاو) روی آورده‌اند و برخی نیز جهت کار به شهرها مهاجرت کرده‌اند. تنها محصول حاصل از کشاورزی این روستا جو است که به صورت دیم کشت می‌شود و در صورت نزول باران مستمر و بموقع محصول به ثمر خواهد نشست (گر چه بسیار بعید بنظر می‌رسد). خشکسالی بسیاری از مردم این روستا را تا مرز فقر کشانده ولی همچنان مردم روستا همه ساله از رحمت الهی ناامید نشده و به امید نزول باران شروع به کاشت جو می‌کنند گرچه موقع برداشت معلوم می‌شود که هم هزینه آماده کردن و شخم زمین و هم هزینه بذر را متضرر شده‌اند و دریغ از یک ریال درآمد.